# Arturo Seguí (La Plata)
Arturo Seguí es una localidad periférica del partido de La Plata, provincia de Buenos Aires, Argentina. Está ubicada 30 km al noroeste del centro de la ciudad de La Plata.

## Población
Tiene una población de 20.000 habitantes.

## Historia
En febrero de 1888, el Banco Mercantil de La Plata se hallaba gestionando el trazado de Villa Elisa, cerca del paraje conocido como "empalme Pereyra". Al mismo tiempo, la sociedad Terrile y Morales encomendó al agrimensor Luis Monteverde fraccionar parte de las tierras que había adquirido en la zona; el nombre elegido para la iniciativa fue entonces "Villa Nueva Elisa". La crisis financiera de 1890 derrumbó el proyecto, y en 1904 el Banco Hipotecario de la Provincia -en nombre de sus deudores Terrile y Gauna-, vendió a Arturo Seguí y Francisco Bertoletti setenta y dos manzanas de terreno en "Villa Nueva Elisa". La llegada del ramal ferroviario entre La Plata y Avellaneda, en 1926, trajo consigo la apertura de la parada "Los Eucaliptus"; poco después, se cambió ese nombre por el del propietario de las tierras en las que se asentó la estación.
Arturo Seguí forma parte de la zona que se desarrolló en la línea del entonces Ferrocarril del Sur (luego Ferrocarril General Roca) que vincula a La Plata con Buenos Aires, al igual que Tolosa, Ringuelet, City Bell y Villa Elisa, Gonnet, Villa Castells, Arturo Seguí.
El 13 de julio de 1882 el gobierno provincial comenzó la construcción de nuevos ramales del ferrocarril que comunicaran a la nueva capital provincial con el Ferrocarril del Oeste y el Ferrocarril del Sur. La línea La Plata - Empalme Pereyra (luego Villa Elisa) se inauguró el 1 de enero de 1889.
En sus primeros tiempos Arturo Seguí era una plantación enorme de verduras, cuando comenzó a poblarse, la zona comenzó a tener más variantes de producción, se comenzaron a comercializar flores, frutas y también se fabricaban ladrillos.

## Sismicidad
La región responde a las subfallas «del río Paraná», y «del río de la Plata», y a la falla de «Punta del Este», con sismicidad baja; y su última expresión se produjo el 30 de noviembre de 2018 (6 años), a las 10:27 UTC-3, con una magnitud de 3,8 en la escala de Richter.
La Defensa Civil municipal debe advertir sobre escuchar y obedecer acerca de 
Área de
- Tormentas severas, algo periódicas
- Baja sismicidad, con silencio sísmico de 6 años